# ジメオン・ハプスブルク＝ロートリンゲン
ジメオン・ハプスブルク＝ロートリンゲン（ドイツ語: Simeon Habsburg-Lothringen）は、オーストリアの旧統治者家門ハプスブルク＝ロートリンゲン家の一員。

## 経歴
1958年6月29日、最後のオーストリア皇帝カール1世の五男ルドルフの次男として、ベルギー領コンゴ南キヴ州に生まれた。
ルーヴァン＝ラ＝ヌーヴの大学で学び、1983年にニューヨークのブラウン・ブラザーズ・ハリマンでキャリアを開始した。
1996年7月13日、スペインのラ・トレダナで両シチリア王女マリア（両シチリア王位請求者カラブリア公カルロスとアナ・デ・オルレアンスの次女）と結婚した。ジメオンはマリアの父カルロスとは義理の又従兄弟で、2人ともパルマ公ロベルト1世の曾孫である。カルロスはロベルト1世の最初の結婚からの系統で、ジメオンは2度目の結婚の系統である。妻マリアとの間に5人の子女がある。
2017年5月、中世にハプスブルク＝ラウフェンブルク家が統治していたスイス・ラウフェンブルクを訪問し、役場で歓待を受けた。

## 子女
妻マリアとの間に3男2女を儲けた。
- ヨハネス（1997年 - ）
- ルートヴィヒ（1998年 - ）
- イザベル（2000年 - ）
- カルロッタ（2003年 - ）
- フィリップ（2007年 - ）

## 余談
スペイン・カタルーニャ州において、スペインからの独立後の政体として君主制を支持する少数のカタルーニャ人の間で、「カタルーニャ国王」候補の一人として名が挙がっている。カタルーニャはスペイン継承戦争においてハプスブルク家に味方した歴史があり、今日でもスペイン・ハプスブルク朝への郷愁が残っている。なお、ジメオンの妻マリーアも候補者の一人に挙げられている。